# Grant Stuard
Grant Stuard (Conroe, Texas, 15 de octubre de 1998) es un jugador profesional estadounidense de fútbol americano que se desempeña en la posición de linebacker en Detroit Lions, equipo de la National Football League (NFL).

## Carrera
Fue seleccionado en la séptima ronda en la Reunión Anual de Selección de Jugadores de la NFL de 2021. Hizo su debut profesional con el equipo Tampa Bay Buccaneers, en el cual jugó dos temporadas (2021-2022), luego pasó a Indianapolis Colts, donde lleva jugando dos temporadas.